# Bernard Fanning (rugbysta)
Bernard Fanning (ur. 11 listopada 1874 w Christchurch, zm. 9 lipca 1946 tamże) – nowozelandzki rugbysta, reprezentant kraju.
W wieku dziewiętnastu lat grał w barwach lokalnego klubu Kaiapoi, po czym przeniósł się do Linwood RFC, którego ostoją był przez kolejną dekadę. Został także wybrany do regionalnego zespołu Canterbury, dla którego w tym samym okresie rozegrał pięćdziesiąt sześć spotkań. Sezon 1896 spędził w Wellington, gdzie grał zarówno dla regionu, jak i lokalnego Poneke Football Club.
Trzykrotnie, w latach 1897, 1902 i 1903, był wybierany do reprezentacji Wyspy Południowej. W 1903 roku został także powołany do reprezentacji kraju. Podczas tournée do Australii zagrał w ośmiu z dziesięciu spotkań, w tym w pierwszym w historii nowozelandzkiego rugby oficjalnym meczu międzypaństwowym. Podczas odbywającego się rok później tournée British and Irish Lions wystąpił przeciwko nim dwukrotnie – w ramach łączonej regionalnej drużyny oraz w barwach All Blacks w pierwszym testmeczu rozegranym w Nowej Zelandii.
Dziesięć lat później reprezentantem kraju został jego brat Alfred, inny z braci, Leo, był dziennikarzem i pisarzem.
Pracował zawodowo jako kowal.